# Pixel 4
Pixel 4及Pixel 4 XL是由Google发布的Android智能手机，两款手机分别为Pixel 3及Pixel 3 XL的后继机型。Google于2019年6月公布Pixel 4系列的背部外观，证实其存在。该系列手机于2019年10月15日在Google的新品发布会上正式公布，并于10月24日在美国正式发售。
2020年8月3日，Google發布了Pixel 4系列對應的中端配置機型Pixel 4a，並在同年9月30日正式发布Pixel 4a的5G版本。

## 规格

Pixel 4的背部略图，其中左上角的黑色方形为摄影模组

### 设计
Pixel 4和4 XL使用的屏幕玻璃为康寧大猩猩玻璃5代。两款手机各有三种颜色的版本：“纯粹黑”（Just Black，电源按钮为白色）、“就是白”（Clearly White，电源按钮为橙色）和“如此橘”（Oh So Orange，电源按钮为粉色），其中“纯粹黑”的背面较为光滑，而“就是白”和“如此橘”则具有哑光质感。由于Pixel 3 XL的浏海设计备受批评，Pixel 4和Pixel 4 XL均无浏海设计。尺寸方面，Pixel 4的尺寸为5.7英寸，Pixel 4 XL则为6.3英寸，两款机型屏幕的高宽比均为19:9。

### 硬件
Pixel 4系列手机搭载高通骁龙855（包含八核Kryo 485 CPU、Adreno 640 GPU和Hexagon 690 DSP）以及6GB内存。内部存储空间方面，该系列提供64GB和128GB两种版本供用户选择。Pixel 4系列两款手机的电池容量各有不同，其中Pixel 4的电池容量为2800mAh，而Pixel 4 XL的电池容量则为3700mAh，两款机型均支持18W的快速充电以及Qi无线充电。与前代Pixel相同的是，该系列的两款手机均达到了IP68的防水防尘等级。Pixel 4系列没有配备3.5毫米音频接口。手机底部的USB-C接口可用于充电、音频输出及连接其他设备，尽管包装盒内并未提供USB-C至3.5mm转接线。另外，该手机配备了名为“Pixel神经核心（Pixel Neural Core）”的芯片，据报道，该芯片取代前代Pixel机型所使用的“Pixel视觉核心（Pixel Visual Core）”，利用神经网络技术处理图像。
Pixel 4系列采用支持HDR的OLED屏幕，并支持90Hz刷新率。分辨率方面，Pixel 4的屏幕分辨率为1080P，Pixel 4 XL则为1440P。生物识别方面，Pixel 4系列取消了前代Pixel配备的指纹传感器，面部识别是该系列手机唯一提供的生物识别手段。

#### 相机
Pixel 4系列在后背配备一个方形摄像头模组，模组内有两个摄像头、一个闪光灯和一个传感器，这是Google Pixel系列首个拥有两个后置摄像头的机型。两个后置摄像头分别为1220万像素和1600万像素。后置摄像头支持录制4K视频，但仅支持30帧录制，并不支持市场上其他同期发布手机所支持的60帧录制。对此Google官方的解释是多数用户录制视频时使用1080P分辨率，另外在4K/60帧模式下录制视频，每分钟占用空间过大。Google宣称该系列手机支持8倍变焦。同时其夜间拍摄模式也有所改进，方便拍摄夜间星空。Pixel 4系列在前端配备一个800万像素的摄像头，和Pixel 3系列不同的是，该系列没有配备辅助前置摄像头。

#### Motion Sense
Pixel 4系列是第一款支持Motion Sense功能的手机，该功能通过Google先進科技與計劃部門研发的Project Soli雷达感应器进行手势检测，方便用户隔空操作手机。该功能所支持的隔空操作包括解锁屏幕以及一切以手势进行的操作（包括切换歌曲、停止闹钟、电话静音等）。Google还与宝可梦合作开发了一款应用软件，用户通过该软件可以隔空与屏幕中的神奇宝贝进行互动。
Motion Sense功能依赖60GHz的频段，Google需要在对应销售的国家和地区申请才能使用这一功能。因此Google方面设定当手机探测到用户进入到一个不支持的国家或地区的时候，会锁定这一功能。在Pixel 4刚发布时，Google公布了支持Motion Sense的国家和地区名单，名单包括澳大利亚、加拿大、“大部分欧洲国家和地区”、新加坡、台湾和美国。尽管日本一开始并不在这一名单当中，但Google方面于2020年2月4日解除了在该国使用该功能的限制。由于印度仅允许政府和军队使用60GHz频段，Google决定不在印度销售Pixel 4系列手机。

### 软件
Pixel 4系列的出厂原装系统为Android 10。Google计划为该系列手机提供三年的系统更新支持。应用方面，该系列手机预装Google Camera 7.1、Google Recorder（录制音频并将其转换为可搜索及编辑的文本）以及新版的Google Assistant。

## 反响
Ars Technica整体上表扬Pixel 4系列90Hz高刷新率的屏幕以及白色版本和橙色版本的质感，但批评该手机的Motion Sense功能，称用户需要很大的挥手幅度，活动整个肘部才能让Motion Sense成功识别。
Google在前代Pixel提供云端无限量存储原始质量照片及视频的服务，然而这一服务在Pixel 4系列不再提供。Google的这一做法也受到了广泛的批评。
2019年10月21日，DxOMark公布Pixel 4系列的拍摄评分，其中综合评分为112分（比Pixel 3系列高出10分以上），拍摄评分为117分，视频评分为101分，自拍评分为92分。
Pixel 4发布后，销量低于预期，Google Pixel团队负责人在发布前就表示对手机不是很有信心，在会议上对手机多个决策并不赞同，尤其是电池方面，而两名高管也因Pixel 4的失败而离职。

## 问题
- Pixel 4系列发布后不久，BBC等媒体报道称当使用面部识别解锁该手机时，即便闭上眼睛也能成功解锁，这增加了隐私泄露的风险[26]。其后Google官方回应称将在后续系统更新中加入仅允许睁开眼睛解锁的选项[27]。最终该选项在2020年4月初的系统更新中正式添加[28]。
- 当屏幕亮度小于75%时，手机会自动将屏幕刷新率降至60Hz。这一问题由Reddit网民率先发现，之后由XDA通过测试证实。其后Google官方回应称为了节省电量，系统会在部分情况下降低屏幕刷新率。Google方面同时承诺会推出后续更新，以便在更多亮度条件下使用90Hz刷新率。[29][30]2019年11月初，Google发布更新，该更新对90Hz刷新率的使用条件进行了调整[31][32]。
- 在部分光源环境中，该系列手机的自动白平衡会出现问题。该问题已在Google于2019年11月初发布的更新中修复[33]。